# Schönkirchen-Reyersdorf
Schönkirchen-Reyersdorf es una ciudad en el distrito de Gänserndorf en el estado Baja Austria (Austria).